# Анотація однієї долі
«Анотація однієї долі» («ერთი ბედის ანოტაცია») — радянський телефільм 1991 року, знятий режисером Тамазом Гоцирідзе.

## Сюжет
Історія відчуження людських доль. Час не лікує, кохання не рятує…

## У ролях
- Автанділ Учанейшвілі — головна роль
- Лела Цурцумія — головна роль
- Лела Гоцирідзе — головна роль
- Гурам Петріашвілі — роль другого плану
- Зураб Магалашвілі — роль другого плану
- Гіа Менабде — роль другого плану
- Каха Монавардісашвілі — роль другого плану
- Давид Кутателадзе — роль другого плану
- Гіві Лежава — роль другого плану
- Іраклі Мазанашвілі — роль другого плану
- Важа Пірцхалаїшвілі — роль другого плану
- Ірина Чічінадзе — роль другого плану
- М. Асламазішвілі — епізод
- Інга Гоцирідзе — епізод
- Т. Дарчія — епізод
- Н. Мамаладзе — епізод
- Лаша Месхі — епізод
- С. Мчедлідзе — епізод
- І. Нінуа — епізод
- Г. Талікадзе — епізод
- Т. Тенеїшвілі — епізод
- Б. Чулухіде — епізод
- З. Еркомаїшвілі — епізод

## Знімальна група
- Режисер — Тамаз Гоцирідзе
- Сценарист — Тамаз Гоцирідзе
- Оператор — Георгій Торадзе